# Cattedrale dell'Immacolata Concezione di Maria Vergine (Monterrey)
La Cattedrale dell'Immacolata Concezione di Maria Vergine, (in spagnolo Catedral Metropolitana de Nuestra Señora de Monterrey) chiamata anche Cattedrale di Monterrey, è una cattedrale sede dell'Arcidiocesi di Monterrey situata nell'omonima città.
L'edificio ha una navata centrale a forma di croce latina. Le navate hanno le volte ad arco sormontate da una cupola ottagonale. L'interno è sobrio ed eclettico. L'edificio combina vari stili architettonici, come il neoclassico e il barocco, quest'ultimo soprattutto sulla facciata. 
Fu costruita tra il 1705 e il 1791 e dichiarata Cattedrale nel 1777, quando Papa Pio VI creò la diocesi di Linares.